# Tulungusaq
Tulungusaq, na mitologia inuíte, é uma divindade ligada ao mito da criação, possivelmente herdada das tradições indígenas da América do Norte.
Segundo o mito, Tulungusaq desceu dos céus e, ajudado por uma pomba, que lhe mostrou barro no fundo de um abismo, tomou a forma de um corvo e usou esse barro para criar todos os seres vivos. Finalmente, criou a Sol e a Lua, acabando com a escuridão.